# 杜錫珪臨時攝政內閣

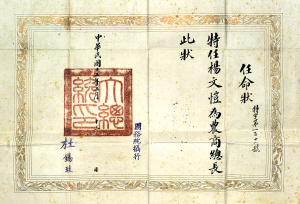
1926年杜錫珪任命楊文愷為農商總長的任命狀。註明“國務院攝行”並加蓋“大總統印”。日期倒填為1926年5月13日（即顏惠慶攝政内閣任命楊文愷為農商總長的日期）。

杜錫珪臨時攝政內閣，於1926年6月22日在奉系的支持下接替顏惠慶攝政內閣，1926年10月，杜錫珪辭去國務總理職務，本內閣結束。因其攝行大總統職權，故為攝政內閣。:297本内閣的法源是《中華民國憲法》。

## 簡介
由於遭到奉系的反對，1926年6月22日，一直未就職的顏惠慶攝政内閣舉行第一次也是最後一次内閣會議，決定顏惠慶辭職照準，改派海軍總長杜錫珪兼代國務總理。:220-221最終海軍總長杜錫珪經勸説而在7月6日就任代理國務總理，隨後成立杜錫珪臨時攝政內閣。杜錫珪是吳佩孚的親信，但作爲海軍專家在政治上多少是獨立的。杜錫珪請顧維鈞留任財政總長，因爲顏惠慶辭職時曾建議以蔡廷幹為外交總長，所以杜錫珪認爲不宜再請顧維鈞改任外交總長。顧維鈞則建議讓王克敏重任財政總長，但被王克敏拒絕。7月6日，杜錫珪臨時攝政內閣正式就職，顧維鈞任財政總長。:282-296
内閣就職後，很快便遇到中秋節危機。每年中秋節，政府特別是財政總長必須籌到足夠的資金以供各部門開支。但因新内閣財政總長顧維鈞上臺後便要求調低政府向中國銀行借款的利率至市場利率，引起銀行界不滿。向政府貸款的五家主要銀行即中國銀行、交通銀行、金城銀行、大陸銀行、鹽業銀行及中國的其他銀行即拒絕向政府貸款。銀行公會通過中國銀行總經理張嘉璈轉告財政總長顧維鈞，政府貸款超過了各銀行的支付能力，中國銀行等四家銀行僅可最多向財政部提供50萬元貸款。政府各部門，特別是各部隊和13個軍警機關，以及北京大學等各高校的學生紛紛要求財政部發放中秋節經費。財政總長顧維鈞認爲各銀行所稱50萬元貸款並不一定能實現，遂又向中华懋业银行（美方董事衛家立是衛理之子，顧維鈞和衛家立有私交）貸款50萬元。另外，顧維鈞的朋友熊希齡從鹽務署總稽核斐立克處獲得9月底由鹽務署向財政部提供50萬元的保證，這筆款項可用來償付中华懋业银行的貸款。顧維鈞認爲從中华懋业银行的貸款已夠度過中秋節。然而中秋節前夕，因爲中國銀行拒付財政部庫藏司司長郭则范根據中國銀行等四家銀行答應的50萬元貸款開出的支票，主要隸屬直系的北京各軍警衛戍部隊包圍了正在羅文榦家中做客的顧維鈞、以及顧維鈞在鐵獅子胡同的住宅，顧維鈞乃讓郭则范用中华懋业银行支票代替中國銀行支票，各軍警部隊遂退。次日的内閣會議上，顧維鈞報告財務安排及薪餉支付辦法，表示行政機關薪餉將發40%、教育部門70%、軍警70%。内閣會議正在進行時，數百軍警突然沖進國務院，堅持軍警要支100%的全薪，内閣成員被困在内閣會議室，直到當天午夜内閣批准以對奧賠款餘額發放債券，以債券支付軍警尚欠的30%薪餉，這獲得軍警代表同意。隨後閣員獲准離開國務院，杜錫珪讓顧維鈞坐上自己的轎車，送顧維鈞回家，大多數内閣成員及許多軍警代表也隨著來到顧維鈞家。軍警代表要求獲得債券一定可兌現的保證，内閣成員們找中國銀行總經理張嘉璈，但報稱張嘉璈出門騎馬去了，於是内閣成員們轉而找中國銀行董事長王克敏，王克敏在次日清晨向軍警作出了債券一定可兌現的個人擔保。後來中國銀行大概兌付了財政部開除的支票，所以債券最終並沒有發行。中秋節安然度過。:282-296
中秋節危機後，杜錫珪對這場危機中銀行界和軍警界的行徑已受夠，決定内閣總辭職。但顧維鈞考慮到鹽務署總稽核斐立克已答應一周内送到50萬元款項，這可用於償付中华懋业银行的50萬元貸款，為保證這項顧維鈞通過私人關係達成的事宜，經顧維鈞勸説，杜錫珪決定推遲一周再内閣總辭職。一周後，已完成用鹽務署的款項償付中华懋业银行的貸款，内閣乃舉行最後一次會議，會議審查批准了財政總長顧維鈞的公務報告。:282-2961926年10月1日，兼代國務總理的杜錫珪堅拒繼續任職，乃調顧維鈞任外交總長兼代國務總理，杜錫珪專任海軍總長。:22110月2日，杜鍚珪辭職交卸。:282-296

## 內閣成員
內閣成員如下（附國務院秘書長）：:29-30:61-62
| 國務總理、各部及秘書長 | 各部總長                                                               | 各部次長                                                                      |
| ---------------------- | ---------------------------------------------------------------------- | ----------------------------------------------------------------------------- |
| 代理國務總理           | 杜錫珪（1926年6月22日—10月1日）                                        | ——                                                                            |
| 外交部                 | 蔡廷幹（1926年7月6日—10月1日；未就、次長王蔭泰代）                     | 王蔭泰（1926年6月22日—下屆續任）                                              |
| 內務部                 | 田應璜（1926年6月22日—7月6日；署）→ 張國淦（1926年7月6日—10月7日；署） | 江天鐸（1926年6月22日—下屆續任）                                              |
| 財政部                 | 顧維鈞（1926年6月22日—10月1日）                                        | 符定一（1926年6月22日—下屆續任）                                              |
| 財政部                 | 顧維鈞（1926年6月22日—10月1日）                                        | 張競仁（1926年6月22日—7月24日改國務院參議）→ 夏仁虎（1926年7月22日—下屆續任） |
| 陸軍部                 | 張景惠（上屆留任—8月12日）→ 蔣雁行（1926年8月12日—下屆續任；署）       | 金紹曾（1926年6月22日—下屆續任）                                              |
| 陸軍部                 | 張景惠（上屆留任—8月12日）→ 蔣雁行（1926年8月12日—下屆續任；署）       | 何恩溥（1926年6月22日—下屆續任）                                              |
| 海軍部                 | 杜錫珪（上屆留任—下屆續任；兼代國務總理）                              | 劉永謙（1926年7月10日—8月21日）→ 謝葆璋（1926年8月21日—下屆續任）             |
| 司法部                 | 張國淦（上屆留任—7月6日）                                              | 孔昭焱（1926年6月22日—下屆續任）                                              |
| 教育部                 | 任可澄（1926年6月22日—下屆續任；署）                                   | 胡汝麟（1926年7月22日—下屆續任）                                              |
| 農商部                 | 楊文愷（上屆留任—下屆續任）                                            | 王湘（1926年6月22日—下屆續任）                                                |
| 交通部                 | 張志潭（上屆留任—下屆續任）                                            | 陸夢熊（1926年6月22日—7月22日；暫代）→ 勞之常（1926年7月22日—下屆續任）       |
| 國務院秘書長           | 孫潤宇（1926年7月24日—下屆續任；兼）                                   | ——                                                                            |